# Спортска дворана Јамамај
ПалаЈамамај (итал. PalaYamamay) је вишенаменска дворана у Бусто Арзицију, Италија. Дворана је отворена крајем 1997. године. Своје утакмице у овој дворани као домаћин игра одбојкашки клуб Футура Волеј који има ексклузивно право коришћења дворане. У дворани је постављен Тарафлекс. У дворани има укупно 4.490 седишта и то 875 у партеру, 2.022 на првом прстену, 150 на средњем у прстену и 1.524 на другом прстену. У дворани постоји 7 свлачионица. Дворана располаже и са 870 паркинг места, што у потпуности одговара капацитету дворане.
У септембру 2011. године у дворани су игране утакмице групе Д европског првенства у одбојци за жене 2011. у којој су се такмичиле репрезентације Русије, Холандије, Шпаније и Бугарске.